# Рыбус, Мацей
Ма́цей Ры́бус (пол. Maciej Rybus; род. 19 августа 1989, Лович, Скерневицкое воеводство) — польский футболист, полузащитник. Занимает первое место по сыгранным матчам и второе место по забитым мячам в чемпионатах России среди всех польских футболистов.

## Клубная карьера

### «Легия»

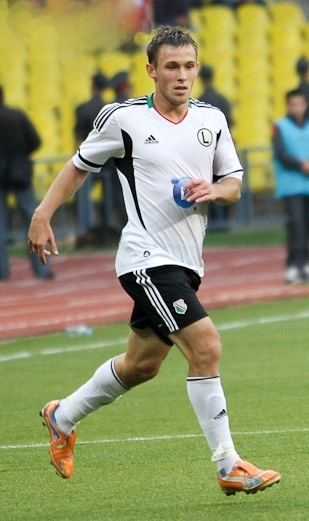
Рыбус в составе «Легии» в 2011 году

Начал заниматься футболом в академии «Пеликана» из города Лович, в 2006 году перешёл в МШП (Шамотулы), где провёл один год. В сентябре 2007 года перешёл в варшавскую «Легию». Дебютировал за клуб 15 ноября 2007 года в матче Кубка Польши против «Дискоболии» (0:0), Рыбус вышел на 46-й минуте вместо Марцина Смолиньского. После этого матча Мацей был переведён в основной состав главным тренером Яном Урбаном. В Экстраклассе дебютировал 24 октября 2007 года в выездном матче против бытомской «Полонии» (1:2), Мацей вышел на 86-й минуте вместо Марцина Смолиньского. Первый мяч за «Легию» забил 8 декабря 2007 года в матче против «Гурника» (Забже) (2:0), в этом матче Мацей забил мяч на 87-й минуте в ворота Бориса Пешковича.
27 апреля 2008 года в домашнем матче против извечного соперника «Легии» краковской «Вислы» (2:1) сделал дубль, поразив ворота Мариуша Павелека на 29-й и 47-й минуте. В сезоне 2007/08 клуб занял второе место в чемпионате Польши, уступив «Висле» из Кракова. Рыбус в сезоне провёл 10 матчей и забил четыре мяча. В Кубке Польши «Легия» дошла до финала, где выиграла у краковской «Вислы» по пенальти 3:4, Рыбус начал матч в основном составе, но на 80-й минуте был заменён на Камиля Майковского. В Кубке Экстраклассы команда дошла до финала, где проиграла с разгромным счётом «Дискоболии» (4:1).
17 июля 2008 года дебютировал в еврокубках в матче квалификации Кубка УЕФА против белорусского «Гомеля» (0:0). Этого соперника «Легия» успешно прошла, но в следующем раунде клуб уступил российской «Москве». 20 июля 2008 года сыграл в победном матче за Суперкубок против краковской «Вислы» (1:2), Рыбус вышел на 79-й минуте вместо Якуба Вавжиняка. В сезоне 2008/09 «Легия» снова заняла второе место в чемпионате, уступив краковской «Висле». Рыбус в чемпионате провёл 27 матчей и забил три мяча. В Кубке «Легия» дошла до полуфинала, где проиграла хожувскому «Руху».
В следующем сезоне 2009/10 сыграл в чемпионате 29 матчей и дважды забил. Кроме того, 25 ноября 2009 года он забил свой первый мяч в Кубке Польши в матче против «Краковии» (2:0). Всего во всех турнирах Рыбус провёл 44 матча, отметился четырьмя мячами. Следующий сезон получился скомканный, в связи с травмой он сыграл всего 20 матчей в чемпионате и забил два мяча, но тем не менее выиграл с «Легией» Кубок Польши. В первой половине сезона 2011/12 до своего ухода в феврале он сыграл во всех соревнованиях 28 матчей и забил четыре мяча. С «Легией» он сыграл 135 матчей, забил 16 мячей, кроме того, он выиграл три Кубка Польши и Суперкубок Польши.

### «Терек»

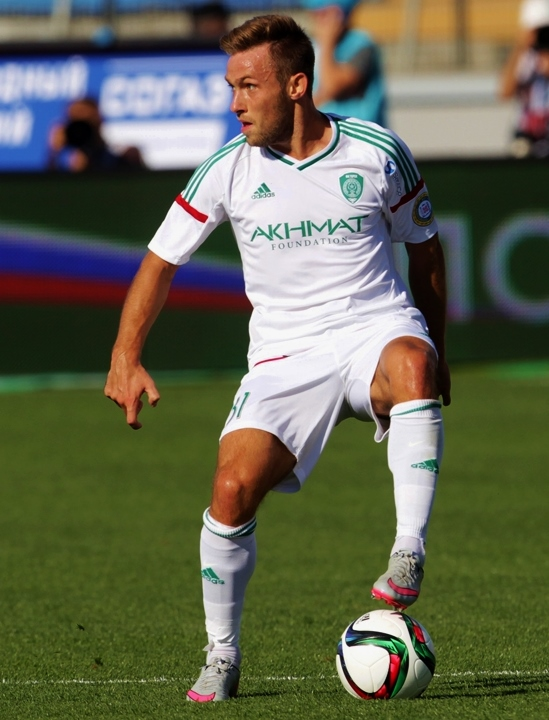
Рыбус в составе «Терека» в 2015 году

13 февраля 2012 года перешёл в «Терек», подписав контракт на 3,5 года. Сумма трансфера составила около 2,700,000 евро. По условиям соглашения, Рыбус присоединился к «Тереку» 24 февраля 2012 года, после матчей плей-офф Лиги Европы против лиссабонского «Спортинга». 3 марта 2012 года Рыбус дебютировал за новый клуб в матче чемпионата России против «Томи», выйдя на 60-й минуте вместо Олега Иванова. Свой первый мяч за «Терек» забил уже в следующем туре 10 марта 2012 года в поединке против «Краснодара». Всего в дебютном сезоне провёл 12 матчей, забил три мяча и сделал две голевые передачи.
Следующий сезон 2012/13 стал для Рыбуса полноценным за клуб. В начале сентября 2012 году на тренировке получил серьёзную травму, которая оставила его вне игры на два месяца. Вернулся на поле в декабре 2012 года. Тем не менее, травма не помешала ему сыграть в 13 матчах, забить четыре мяча и отдать две результативные передачи. Сезон 2013/14 также стал сложным для Рыбуса, так как из-за травм он отыграл только 17 матчей и отдал четыре передачи. В мае 2013 года появилась информация об интересе к Рыбусу со стороны «Спартака», «Динамо», «Зенита», «Рубина» и киевского «Динамо».
С 2014 по 2016 год провёл 58 матчей, забил 12 мячей и отдал девять передач. В апреле 2016 года стало известно, что Рыбус не будет продлевать контракт с «Тереком», в связи с чем он заинтересовал европейские клубы. Всего за три сезона в Грозном Рыбус сыграл 109 матчей и забил 19 мячей, в том числе девять в своём последнем сезоне.

### «Лион»
21 июня 2016 года Рыбус на правах свободного агента перешёл в «Олимпик Лион». Дебютировал за клуб 19 августа 2016 года в матче 2-го тура чемпионата Франции против «Кана» (2:0), где вышел на поле в стартовом составе и отыграл полный матч. 21 сентября 2016 года в матче 6-го тура чемпионата Франции против «Монпелье» (5:1) отдал результативную передачу, которая стала первым результативным действием Рыбуса за французский клуб. С августа по ноябрь 2016 года провёл 16 матчей, после чего перестал попадать в состав, проиграв конкуренцию Жереми Морелю. Тренер Бруно Женезьо считал, что Рыбус — слишком атакующий крайний защитник, поэтому предпочитал ставить в состав более надёжного Мореля.
В марте и апреле 2017 года провёл два матча за фарм-клуб «Олимпик Лион B» в четвёртом дивизионе. Главный тренер Бруно Женезьо часто использовал Рубуса на позиции левого нападающего, к которой он не привык и часто выпуская на последние минуты встреч. После окончания сезона Рыбус дал интервью, в котором заявил, что тренер Бруно Женезьо не верит в него и он надеется на смену тренера. После этого у него были предложения из «Халл Сити» и клубов из России. Всего за «Лион» во всех турнирах провёл 28 матчей.

### «Локомотив»

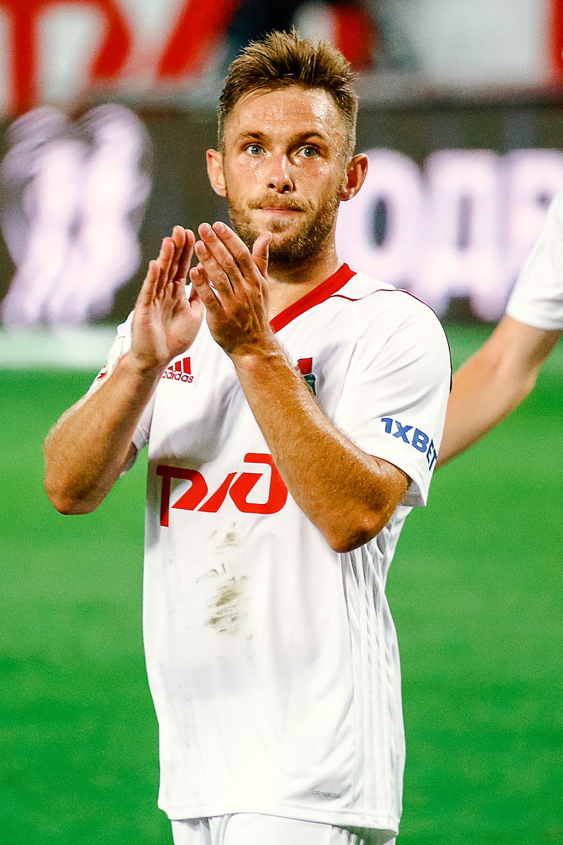
Рыбус в составе «Локомотива» в 2017 году

20 июля 2017 года Рыбус перешёл в московский «Локомотив», подписав контракт на три года. Сумма трансфера составили 1,750,000 евро. Главный тренер «Локомотива» Юрий Сёмин охарактеризовал Рыбуса как игрока высокого уровня, способного сыграть на разных позициях. Дебютировал за клуб 30 июля 2017 года в матче 3-го тура чемпионата России против «Анжи» (1:0), где вышел на замену в перерыве матча вместо Михаила Лысова. 19 ноября 2017 года в матче 17-го тура чемпионата России против «Анжи» на 58-й минуте получил травмы и был вынужден покинуть поле, Рыбус разорвал двуглавую мышцу бедра и выбыл до конца года.
15 марта 2018 года в ответном матче 1/8 финала Лиги Европы против «Атлетико Мадрид» он забил свой первый мяч за клуб. Рыбус по итогам сезона стал чемпионом России в своём первом сезоне в «Локомотиве», став первым польским игроком в истории выигравшим чемпионат России. В течение сезона он сыграл 20 матчей чемпионата, один в Кубке России и шесть в Лиге Европы. В начале своего второго сезона в составе «Локомотива» Рыбус играл в Суперкубка России, но матч завершился поражением от московского ЦСКА. 26 августа 2018 года в матче 5-го тура чемпионата России против «Анжи» (2:1) забил свой первый мяч за «Локомотив» в лиге. В сезоне 2018/19 провёл 20 матче и забил один мяч, также стал обладателем Кубка России.
6 июля 2019 года стал обладателем Суперкубка России, где был обыгран петербургский «Зенит» (3:2), а Рыбус провёл на поле весь матч. 12 мая 2021 года стал двукратным обладателем Кубка России, в финале были обыграны «Крылья Советов» (3:1), а Рыбус на 84-й минуте отдал голевую передачу на Мурило. Всего в сезоне 2020/21 провёл во всех турнирах 37 матчей и забил один мяч. 31 мая 2022 года «Локомотив» объявил о том, что Рыбус покинет клуб по окончании действия контракта, он провёл в составе клуба 136 матчей, забил три мяча и отдал 12 передач. В составе «Локомотива» Рыбус завоевал четыре трофея: стал чемпионом России сезона 2017/18, двукратным обладателем Кубка России (2018/2019 и 2020/2021), а также победителем Суперкубка России — 2019.

### «Спартак»

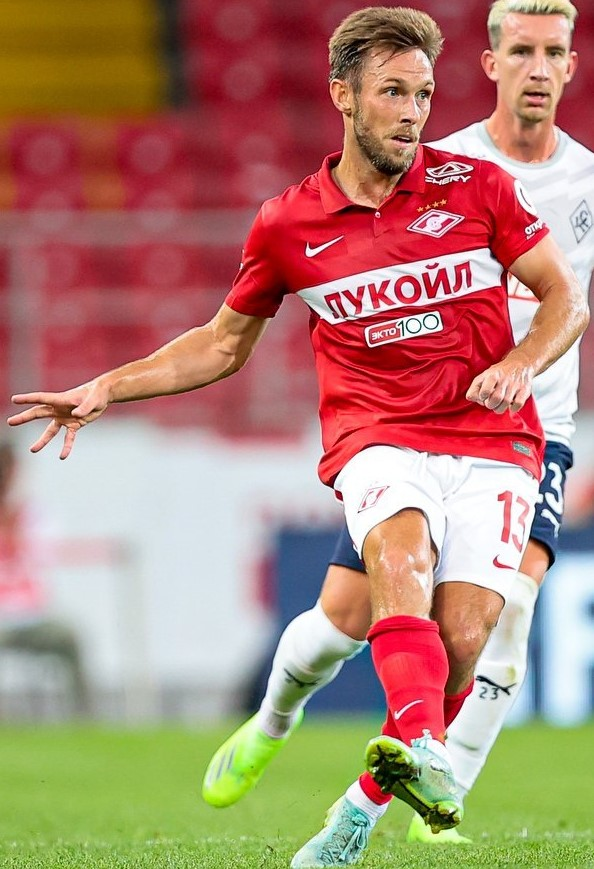
Рыбус в составе «Спартака» в 2022 году

11 июня 2022 года на правах свободного агента заключил контракт с московским «Спартаком» до 30 июня 2024 года. Дебютировал за клуб 9 июля 2022 года в матче за Суперкубок России против петербургского «Зенита» (0:4), в котором отыграл полный матч. Первый матч за «Спартак» в чемпионате России провёл 16 июля 2022 года в матче 1-го тура против «Ахмата» (1:1), в котором на 41-й минуте получил две жёлтые карточки подряд и был удалён с поля. 27 августа 2022 года вышел на замену в матче 7-го тура чемпионата России против «Факела» (4:1) и в добавленное ко второму тайму время забил свой первый мяч за «Спартак». Рыбус стал 180-м футболистом и первым поляком, забившим за московскую команду в чемпионатах России. В сезоне 2022/23 провёл за клуб 12 матчей, забил один мяч и стал бронзовым призёром чемпионата России. 21 июня 2023 года расторг контракт с клубом по соглашению сторон. Всего за «Спартак» провёл 12 матчей, в которых забил один мяч.

### «Рубин»
23 июня 2023 года на правах свободного агента перешёл в «Рубин», заключив контракт на один год. Дебютировал за клуб 5 августа 2023 года в матче 3-го тура чемпионата России против московского «Спартака» (1:4), выйдя на 72-й минуте вместо Ильи Рожкова. Свой первый мяч за «Рубин» забил 11 мая 2024 года в матче 28-го тура чемпионата России против «Ростова» (3:1), отличившись на 30-й минуте встречи. Всего в сезоне 2023/24 провёл за клуб восемь матчей во всех турнирах и забил один мяч. По окончании сезона покинул «Рубин».

## Карьера в сборной

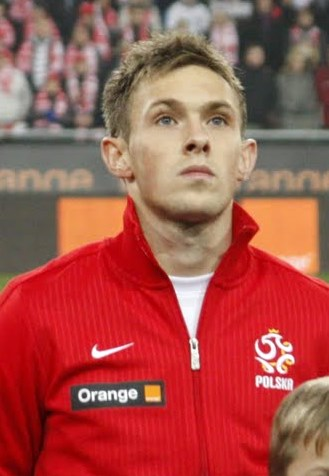
Рыбус в сборной в 2011 году

В 2008 году провёл один матч за сборную Польши до 19 лет. С 2008 по 2009 год вызывался в молодёжную сборную Польши, за которую провёл 11 матчей и забил один мяч.
За национальную сборную Польши дебютировал 14 ноября 2009 года в товарищеском матче против Румынии (0:1), Рыбус вышел на 75-й минуте вместо Камиля Косовского. В следующем матче 18 ноября 2009 года против Канады (1:0) Рыбус забил единственный мяч на 18-й минуте в ворота Ларса Хиршфельда.
Рыбус оказался в числе игроков сборной на Евро-2012. Он отыграл 70 минут на поле в матче против сборной Греции (1:1). В остальных матчах против России (1:1) и Чехии (0:1), футболист оказывался на скамейке запасных. В итоге сборная Польши оставшись на последнем месте в группе A, покинула турнир с двумя очками.
Рыбус вошёл в число игроков сборной на чемпионат мира 2018. На турнире Рыбус полностью отыграл два первых матча против Сенегала (1:2) и Колумбии (0:3). Поляки лишились шансов на выход из группы уже после второго матча. В последнем матче против Японии (1:0) Рыбус остался в запасе.
17 мая 2021 года попал в окончательную заявку сборной Польши для участия на чемпионате Европы 2020. На турнире провёл один матч против сборной Словакии (1:2), в котором на 46-й минуте матча сделал голевую передачу на Карола Линетты.
20 июня 2022 года Польский футбольный союз объявил, что Рыбус не будет вызван в национальную команду на сентябрьские матчи из-за факта игры за российский клуб и не попадёт в заявку на чемпионат мира 2022. 17 октября 2022 года объявил о завершении карьеры в сборной Польши.

## Медийный футбол
1 октября 2024 года Рыбус подписал контракт с клубом «10» из медийного футбола.

## Достижения
«Легия»
- Серебряный призёр чемпионата Польши: 2007/08, 2008/09
- Обладатель Кубка Польши: 2007/08, 2010/11, 2011/12
- Обладатель Суперкубка Польши: 2008

«Локомотив»
- Чемпион России: 2017/18
- Серебряный призёр чемпионата России: 2018/19, 2019/20
- Бронзовый призёр чемпионата России: 2020/21
- Обладатель Кубка России: 2018/19, 2020/21
- Обладатель Суперкубка России: 2019

«Спартак»
- Бронзовый призёр чемпионата России: 2022/23

## Личная жизнь
17 марта 2018 года Рыбус женился на россиянке Лане Байматовой. Супруга является осетинкой. С ней Мацей познакомился в ресторане, в котором Лана работала менеджером.

## Статистика

### Клубная
| Выступление        | Выступление      | Выступление      | Чемпионат | Чемпионат | Кубки | Кубки | Еврокубки | Еврокубки | Прочие | Прочие | Итого | Итого |
| Клуб               | Лига             | Сезон            | Игры      | Голы      | Игры  | Голы  | Игры      | Голы      | Игры   | Голы   | Игры  | Голы  |
| ------------------ | ---------------- | ---------------- | --------- | --------- | ----- | ----- | --------- | --------- | ------ | ------ | ----- | ----- |
| Легия              | Экстракласса     | 2007/08          | 10        | 4         | 4     | 0     | 0         | 0         | 0      | 0      | 14    | 4     |
| Легия              | Экстракласса     | 2008/09          | 27        | 3         | 2     | 0     | 3         | 0         | 1      | 0      | 33    | 3     |
| Легия              | Экстракласса     | 2009/10          | 29        | 2         | 3     | 1     | 4         | 0         | 0      | 0      | 36    | 3     |
| Легия              | Экстракласса     | 2010/11          | 20        | 2         | 4     | 0     | 0         | 0         | 0      | 0      | 24    | 2     |
| Легия              | Экстракласса     | 2011/12          | 16        | 2         | 1     | 1     | 11        | 1         | 0      | 0      | 28    | 4     |
| Легия              | Итого            | Итого            | 102       | 13        | 14    | 2     | 18        | 1         | 1      | 0      | 135   | 16    |
| Терек              | Премьер-лига     | 2011/12          | 11        | 3         | 1     | 0     | 0         | 0         | 0      | 0      | 12    | 3     |
| Терек              | Премьер-лига     | 2012/13          | 19        | 4         | 1     | 0     | 0         | 0         | 0      | 0      | 20    | 4     |
| Терек              | Премьер-лига     | 2013/14          | 16        | 0         | 2     | 0     | 0         | 0         | 0      | 0      | 18    | 0     |
| Терек              | Премьер-лига     | 2014/15          | 27        | 3         | 1     | 0     | 0         | 0         | 0      | 0      | 28    | 3     |
| Терек              | Премьер-лига     | 2015/16          | 28        | 9         | 3     | 0     | 0         | 0         | 0      | 0      | 31    | 9     |
| Терек              | Итого            | Итого            | 101       | 19        | 8     | 0     | 0         | 0         | 0      | 0      | 109   | 19    |
| Олимпик Лион       | Лига 1           | 2016/17          | 19        | 0         | 2     | 0     | 7         | 0         | 0      | 0      | 28    | 0     |
| Олимпик Лион       | Итого            | Итого            | 19        | 0         | 2     | 0     | 7         | 0         | 0      | 0      | 28    | 0     |
| Локомотив (Москва) | Премьер-лига     | 2017/18          | 20        | 0         | 1     | 0     | 6         | 1         | 0      | 0      | 27    | 1     |
| Локомотив (Москва) | Премьер-лига     | 2018/19          | 16        | 1         | 1     | 0     | 2         | 0         | 1      | 0      | 20    | 1     |
| Локомотив (Москва) | Премьер-лига     | 2019/20          | 19        | 0         | 1     | 0     | 5         | 0         | 1      | 0      | 26    | 0     |
| Локомотив (Москва) | Премьер-лига     | 2020/21          | 26        | 1         | 4     | 0     | 6         | 0         | 1      | 0      | 37    | 1     |
| Локомотив (Москва) | Премьер-лига     | 2021/22          | 21        | 0         | 0     | 0     | 4         | 0         | 1      | 0      | 26    | 0     |
| Локомотив (Москва) | Итого            | Итого            | 102       | 2         | 7     | 0     | 23        | 1         | 4      | 0      | 136   | 3     |
| Спартак (Москва)   | Премьер-лига     | 2022/23          | 8         | 1         | 3     | 0     | —         | —         | 1      | 0      | 12    | 1     |
| Спартак (Москва)   | Итого            | Итого            | 8         | 1         | 3     | 0     | —         | —         | 1      | 0      | 12    | 1     |
| Рубин              | Премьер-лига     | 2023/24          | 7         | 1         | 1     | 0     | —         | —         | —      | —      | 8     | 1     |
| Рубин              | Итого            | Итого            | 7         | 1         | 1     | 0     | —         | —         | —      | —      | 8     | 1     |
| Всего за карьеру   | Всего за карьеру | Всего за карьеру | 339       | 36        | 35    | 2     | 48        | 2         | 6      | 0      | 428   | 40    |

### Сборная
| Матчи и голы Мацея Рыбуса за сборную Польши | Матчи и голы Мацея Рыбуса за сборную Польши | Матчи и голы Мацея Рыбуса за сборную Польши | Матчи и голы Мацея Рыбуса за сборную Польши | Матчи и голы Мацея Рыбуса за сборную Польши | Матчи и голы Мацея Рыбуса за сборную Польши | Матчи и голы Мацея Рыбуса за сборную Польши |
| ------------------------------------------- | ------------------------------------------- | ------------------------------------------- | ------------------------------------------- | ------------------------------------------- | ------------------------------------------- | ------------------------------------------- |
| №                                           | Дата                                        | Оппонент                                    | Счёт                                        | Голы                                        | Соревнование                                |                                             |
| 1                                           | 14 ноября 2009                              | Румыния                                     | 0:1                                         | —                                           | Товарищеский матч                           |                                             |
| 2                                           | 18 ноября 2009                              | Канада                                      | 1:0                                         | 1                                           | Товарищеский матч                           |                                             |
| 3                                           | 17 января 2010                              | Дания                                       | 1:3                                         | —                                           | Товарищеский матч                           |                                             |
| 4                                           | 20 января 2010                              | Таиланд                                     | 3:1                                         | —                                           | Товарищеский матч                           |                                             |
| 5                                           | 23 января 2010                              | Сингапур                                    | 6:1                                         | —                                           | Товарищеский матч                           |                                             |
| 6                                           | 3 марта 2010                                | Болгария                                    | 2:0                                         | —                                           | Товарищеский матч                           |                                             |
| 7                                           | 29 мая 2010                                 | Финляндия                                   | 0:0                                         | —                                           | Товарищеский матч                           |                                             |
| 8                                           | 2 июня 2010                                 | Сербия                                      | 0:0                                         | —                                           | Товарищеский матч                           |                                             |
| 9                                           | 8 июня 2010                                 | Испания                                     | 0:6                                         | —                                           | Товарищеский матч                           |                                             |
| 10                                          | 11 августа 2010                             | Камерун                                     | 0:3                                         | —                                           | Товарищеский матч                           |                                             |
| 11                                          | 4 сентября 2010                             | Украина                                     | 1:1                                         | —                                           | Товарищеский матч                           |                                             |
| 12                                          | 10 декабря 2010                             | Босния и Герцеговина                        | 2:2                                         | —                                           | Товарищеский матч                           |                                             |
| 13                                          | 10 августа 2011                             | Грузия                                      | 1:0                                         | —                                           | Товарищеский матч                           |                                             |
| 14                                          | 2 сентября 2011                             | Мексика                                     | 1:1                                         | —                                           | Товарищеский матч                           |                                             |
| 15                                          | 6 сентября 2011                             | Германия                                    | 2:2                                         | —                                           | Товарищеский матч                           |                                             |
| 16                                          | 7 октября 2011                              | Республика Корея                            | 2:2                                         | —                                           | Товарищеский матч                           |                                             |
| 17                                          | 11 октября 2011                             | Беларусь                                    | 2:0                                         | —                                           | Товарищеский матч                           |                                             |
| 18                                          | 15 ноября 2011                              | Венгрия                                     | 2:1                                         | —                                           | Товарищеский матч                           |                                             |
| 19                                          | 20 февраля 2012                             | Португалия                                  | 0:0                                         | —                                           | Товарищеский матч                           |                                             |
| 20                                          | 26 мая 2012                                 | Словакия                                    | 1:0                                         | —                                           | Товарищеский матч                           |                                             |
| 21                                          | 2 июня 2012                                 | Андорра                                     | 4:0                                         | —                                           | Товарищеский матч                           |                                             |
| 22                                          | 8 июня 2012                                 | Греция                                      | 1:1                                         | —                                           | Чемпионат Европы 2012                       |                                             |
| 23                                          | 15 августа 2012                             | Эстония                                     | 0:1                                         | —                                           | Товарищеский матч                           |                                             |
| 24                                          | 22 марта 2013                               | Украина                                     | 1:3                                         | —                                           | Отборочный турнир к ЧМ-2014                 |                                             |
| 25                                          | 4 июня 2013                                 | Лихтенштейн                                 | 2:0                                         | 1                                           | Товарищеский матч                           |                                             |
| 26                                          | 7 июня 2013                                 | Молдова                                     | 1:1                                         | —                                           | Отборочный турнир к ЧМ-2014                 |                                             |
| 27                                          | 13 мая 2014                                 | Германия                                    | 0:0                                         | —                                           | Товарищеский матч                           |                                             |
| 28                                          | 6 июня 2014                                 | Литва                                       | 2:1                                         | —                                           | Товарищеский матч                           |                                             |
| 29                                          | 7 сентября 2014                             | Гибралтар                                   | 7:0                                         | —                                           | Отборочный турнир к ЧЕ-2016                 |                                             |
| 30                                          | 11 октября 2014                             | Германия                                    | 2:0                                         | —                                           | Отборочный турнир к ЧЕ-2016                 |                                             |
| 31                                          | 14 ноября 2014                              | Грузия                                      | 4:0                                         | —                                           | Отборочный турнир к ЧЕ-2016                 |                                             |
| 32                                          | 18 ноября 2014                              | Швейцария                                   | 2:2                                         | —                                           | Товарищеский матч                           |                                             |
| 33                                          | 29 марта 2015                               | Ирландия                                    | 1:1                                         | —                                           | Отборочный турнир к ЧЕ-2016                 |                                             |
| 34                                          | 13 июня 2015                                | Грузия                                      | 4:0                                         | —                                           | Отборочный турнир к ЧЕ-2016                 |                                             |
| 35                                          | 16 июня 2015                                | Греция                                      | 0:0                                         | —                                           | Товарищеский матч                           |                                             |
| 36                                          | 4 сентября 2015                             | Германия                                    | 1:3                                         | —                                           | Отборочный турнир к ЧЕ-2016                 |                                             |
| 37                                          | 7 сентября 2015                             | Гибралтар                                   | 8:1                                         | —                                           | Отборочный турнир к ЧЕ-2016                 |                                             |
| 38                                          | 8 октября 2015                              | Шотландия                                   | 2:2                                         | —                                           | Отборочный турнир к ЧЕ-2016                 |                                             |
| 39                                          | 13 ноября 2015                              | Исландия                                    | 4:2                                         | —                                           | Товарищеский матч                           |                                             |
| 40                                          | 17 ноября 2015                              | Чехия                                       | 3:1                                         | —                                           | Товарищеский матч                           |                                             |
| 41                                          | 23 марта 2016                               | Сербия                                      | 1:0                                         | —                                           | Товарищеский матч                           |                                             |
| 42                                          | 4 сентября 2016                             | Казахстан                                   | 2:2                                         | —                                           | Отборочный турнир к ЧМ-2018                 |                                             |
| 43                                          | 8 октября 2016                              | Дания                                       | 3:2                                         | —                                           | Отборочный турнир к ЧМ-2018                 |                                             |
| 44                                          | 11 октября 2016                             | Армения                                     | 3:2                                         | —                                           | Отборочный турнир к ЧМ-2018                 |                                             |
| 45                                          | 4 сентября 2017                             | Казахстан                                   | 3:0                                         | —                                           | Отборочный турнир к ЧМ-2018                 |                                             |
| 46                                          | 8 октября 2017                              | Черногория                                  | 4:2                                         | —                                           | Отборочный турнир к ЧМ-2018                 |                                             |
| 47                                          | 10 ноября 2017                              | Уругвай                                     | 0:0                                         | —                                           | Товарищеский матч                           |                                             |
| 48                                          | 13 ноября 2017                              | Мексика                                     | 0:1                                         | —                                           | Товарищеский матч                           |                                             |
| 49                                          | 27 марта 2018                               | Республика Корея                            | 3:2                                         | —                                           | Товарищеский матч                           |                                             |
| 50                                          | 8 июня 2018                                 | Чили                                        | 2:2                                         | —                                           | Товарищеский матч                           |                                             |
| 51                                          | 12 июня 2018                                | Литва                                       | 4:0                                         | —                                           | Товарищеский матч                           |                                             |
| 52                                          | 19 июня 2018                                | Сенегал                                     | 1:2                                         | —                                           | Чемпионат мира 2018                         |                                             |
| 53                                          | 24 июня 2018                                | Колумбия                                    | 0:3                                         | —                                           | Чемпионат мира 2018                         |                                             |
| 54                                          | 7 июня 2019                                 | Северная Македония                          | 1:0                                         | —                                           | Отборочный турнир к ЧЕ-2020                 |                                             |
| 55                                          | 10 октября 2019                             | Латвия                                      | 3:0                                         | —                                           | Отборочный турнир к ЧЕ-2020                 |                                             |
| 56                                          | 7 сентября 2020                             | Босния и Герцеговина                        | 2:1                                         | —                                           | Лига наций УЕФА 2020/2021                   |                                             |
| 57                                          | 11 ноября 2020                              | Польша                                      | 2:0                                         | —                                           | Товарищеский матч                           |                                             |
| 58                                          | 18 ноября 2020                              | Нидерланды                                  | 1:2                                         | —                                           | Лига наций УЕФА 2020/2021                   |                                             |
| 59                                          | 25 марта 2021                               | Венгрия                                     | 3:3                                         | —                                           | Отборочный турнир к ЧМ-2022                 |                                             |
| 60                                          | 28 марта 2021                               | Андорра                                     | 3:0                                         | —                                           | Отборочный турнир к ЧМ-2022                 |                                             |
| 61                                          | 31 марта 2021                               | Англия                                      | 1:2                                         | —                                           | Отборочный турнир к ЧМ-2022                 |                                             |
| 62                                          | 8 июня 2021                                 | Ирландия                                    | 2:2                                         | —                                           | Товарищеский матч                           |                                             |
| 63                                          | 24 июня 2021                                | Словакия                                    | 1:2                                         | —                                           | Чемпионат Европы 2020                       |                                             |
| 64                                          | 2 сентября 2021                             | Албания                                     | 4:1                                         | —                                           | Отборочный турнир к ЧМ-2022                 |                                             |
| 65                                          | 8 сентября 2021                             | Англия                                      | 1:1                                         | —                                           | Отборочный турнир к ЧМ-2022                 |                                             |
| 66                                          | 12 ноября 2021                              | Андорра                                     | 4:1                                         | —                                           | Отборочный турнир к ЧМ-2022                 |                                             |

Итого: 66 матчей / 2 гола; 31 победа, 21 ничья, 14 поражений.